# Wekerle Irén
Wekerle Irén kábellerakó, szerelőnő, a Standard Gyár munkatársa, sztahanovista.

## Élete
Részt vett a sztahanovista mozgalomban. Kiemelték, 1948 és 1953 között a Szabad Nép című napilap munkaversennyel kapcsolatos cikkeiben 6 alkalommal szerepelt.